# Lý Thái Tổ
Lý Thái Tổ, vietnamski vladar, * 974, † 1028, osebno ime Lý Công Uẩn, tempeljsko ime Thái Tổ. Bil je 6. vladar Đại Việta; vladal je od 1009 do 1028.
Lý Thái Tổ je bil ustanovitelj prve trdne vietnamske dinastije. Državno prestolnico je iz mesta Hoa Lư povrnil nazaj v mesto Hanoj. Državo je vodil po načelih Konfucija, takratni prebivalci so bili budisti. Dve stoletji po njegovi smrti, leta 1225 je prevzela  oblast dinastija Tran.

## Zgodnja leta
Lý Công Uẩn se je rodil v vasi Cổ Pháp, Đình Bảng, Từ Sơn, provinca Bắc Ninh leta 974. Malo je podrobnosti o njegovih starših in družinskem ozadju, saj niso vidno zabeleženi, razen dejstva, da je bila njegova mati ženska po imenu Phạm Thị. Po vietnamski kroniki ga je mati pri treh letih dala v posvojitev možu po imenu Lý Khánh Vân. Công Uẩna je izobraževal Vạn Hạnh, najuglednejši budistični patriarh tistega časa, v vasi Đình Bản, nedaleč čez Rdečo reko od Hanoja proti severovzhodu. Pridobil je sloves predanega budista, nato študenta zgodovine in vojaka. Postopoma je napredoval iz manjšega uradnika na vidno delovno mesto v vladi in nazadnje mu je bil podeljen naziv Tả Thân Vệ Điện Tiền Chỉ Huy Sứ (poveljnik levega boka palače), kar je bil eden najpomembnejših položajev v kraljevi stražarji.
Leta 1005 je umrl vladajoči kralj Lê Hoàn, kar je povzročilo državljansko vojno med njegovima sinovoma. Lý Công Uẩn je začel služiti na kraljevem dvoru in se sčasoma povzpel do visokega zaupanja vrednega položaja ob strani imenovanega prestolonaslednika. Leta 1009 je vladajoči kralj Lê Long Đĩnh (vladal 1005–1009), zadnji kralj družine Lê, dobil hemoroide in je moral ležati, medtem ko je poslušal poročila uradnikov. Onesposobljen zaradi slabšega zdravja je Long Đĩnh nemočno opazoval, kako so menihi iz Giaa sprožili propagandno kampanjo, ki je gojila vero v neizogibnost, da bo Lý Công Uẩn postal kralj. Umrl je novembra 1009 v jezi ljudstva zaradi svoje surovosti in krutosti med njegovo vladavino. Đào Cam Mộc, kraljevi uradnik in patriarh Vạn Hạnh sta izkoristila priložnost in vsilila svojo moč in politični vpliv, da sta brez večjega odpora ustoličila svojega zaupanja vrednega učenca Lý Công Uẩna in tako končala vladavino dinastije Lê.
Dva dni po Long Đĩnhovi smrti je bil Lý Công Uẩn ob nasvetu in pomoči svojega pokrovitelja, meniha Vạn Hạnha, in s prizadevanji celotnega budističnega establišmenta s splošnim odobravanjem razglašen za kralja. Po svojem vzponu na prestol je Lý Công Uẩn svoje obdobje poimenoval Thuận Thiên (順天), kar pomeni skladje z voljo [neba].

## Vladanje

### Premestitev glavnega mesta
Kraljevi dvor se je naslednje leto, 1010, odločil preseliti iz Hoa Lư na mesto Đại La (današnji Hanoj). Đại La je bil znan kot mesto, ki ga je general Tang Gao Pian zgradil v 860-ih letih po pustošenju vojne Nanzhao. Leta 1010 je Lý Công Uẩn objavil edikt, v katerem je pojasnil, zakaj je svojo prestolnico preselil v Dai La. Lý Công Uẩn je to mesto izbral, ker je bilo prej glavno mesto v bogati delti Rdeče reke. Đại La je videl kot kraj »med nebom in zemljo, kjer ležita zvijajoči se zmaj in čepeči tiger, in njegova prestolnica bo trajala 10.000 let«. Ko je čoln Lý Công Uẩna pristal v novi prestolnici, naj bi nad njegovo glavo zletel zmaj, simbol suverene oblasti; zato je kraj preimenoval v Thăng Long, vzpenjajoči se zmaj.
Kraljevo mesto Thăng Long je bilo postavljeno po standardnem vzorcu: mestno središče je obsegalo Kraljevo mesto. Palača prestolne sobe je bila znotraj zmajevega dvorišča in je bila obrnjena proti jugu. Prestolonaslednik dinastije Lý je živel v vzhodni palači zunaj mestnega obzidja. Palače in pisarne so bile zgrajene iz lesa. Palača Càn Nguyên, kjer je imel cesar avdienco, je bila na hribu Nùng. Do leta 1010 je bilo v Thăng Longu zgrajenih 11 palač. Zemeljska dela, ki so bila obzidje nove prestolnice, še vedno stojijo zahodno od sodobnega mesta Hanoj in tvorijo ogromen štirikotnik ob cesti v Sơn Tây.

### Domače politike
Zunanje regije delte Rdeče reke, onkraj osrčja Lý, so bile v rokah družin, ki so bile z družino Lý povezane s poroko. Lý Thái Tổ je opustil shemo razdelitve ravnice na deset krogov, ki jo je zasnoval Đinh Bộ Lĩnh (vladal 968–979), in jo nadomestil s 24 potmi; to niso bile upravne pristojnosti, temveč itinerarji, ki so označevali različne kraje. Južne province je organiziral v vojaške postojanke, kar kaže na politiko garnizij in patrulj. Uradniki niso prejemali plače, ki bi jo nadziral kapital, ampak so bili v celoti odvisni od lokalnih virov, rib in riža v regiji. Vojaki so prejeli nekaj daril hkrati, saj se je od njih pričakovalo, da bodo sami kmetovali. Vaške skupnosti, raztresene po podeželju, so ostale v svojih referenčnih okvirih, razen v nujnih primerih ali posebnih cesarjevih zahtevah. Šele takrat bi sodelovali s centralno oblastjo. V nasprotnem primeru so nekaj svojih sredstev poslali lokalnemu gospodarju, ta pa je posredoval delež kot poklon prestolu. Ta upravni sistem je podoben naravnemu sistemu mandal jugovzhodne Azije.
Leta 1011 je Lý Thái Tổ zbral veliko vojsko in napadel upornike v južnih provincah, v današnjih Thanh Hoá in Nghệ An. Tam je dve leti vodil kampanjo, požigal vasi in zajel lokalne voditelje. Ko se je proti koncu leta 1012 vračal po morju, je velika nevihta grozila, da bo potopila njegovo ladjo, kar je razumel kot božjo sodbo nad njim zaradi nasilja, ki ga je povzročil toliko ljudem.
Tri leta, 1013–1015, je Lý Thái Tổ pošiljal vojake v severne gore sodobne province Hà Giang, da bi pomirili ljudstvo Han, ki se je povezalo s kraljestvom Dali v Junanu.
Leta 1013 je reformiral tudi davčni sistem z oblikovanjem šestih davčnih klasifikacij, ki so dvoru omogočile učinkovito pobiranje davkov in državljanom, da jasno vedo, katera davčna klasifikacija jih zadeva, na primer, ki se nanaša predvsem na blago, proizvedeno na kraljevih posestvih:
- Davek na ribolov in proizvodnjo morskih sadežev
- Davek na kmetijsko proizvodnjo (kmetovanje)
- Davek na sečnjo/les in zid
- Davek na pridelavo soli
- Davek na proizvodnjo luksuznih dobrin (slonova kost, zlato, svila, dragoceni materiali itd.)
- Davek na pridelavo sadja in zelenjave

Ko se je leta 1016 zgodil hud potres, je Lý Thái Tổ molil k bogovom, ki so bili zadolženi za gore, ki obdajajo prestolnico, hkrati pa je poslal več kot 1000 ljudi, da bi poučevali v budističnih šolah. Potoval je po svojem cesarstvu, da bi pomiril njegove raznovrstne duhove in jih pridobil tako, da bi se mu »prijavili«.

### Zunanje zadeve
Med vladavino Lý Thái Tổ je bila dinastija Song prezasedena z ohranjanjem notranje stabilnosti in si še vedno ni opomogla od prejšnjih porazov ali spopadov z dinastijo Liao in Zahodnim Xia. Posledično je Đại Việt večinoma ostal sam in politični odnosi med državama so oživeli. Leta 1010 je cesar Song brez odlašanja priznal Lý Công Uẩna in mu podelil običajne naslove vazalstva.
Leta 1010 je Lý Thái Tổ napadel in ujel trinajst oseb Địch Lão (banditske) narodnosti in ujetnike predstavil kitajskemu sodišču. Avgusta 1014 je poslal misijo na Kitajsko, podaril 60 konj kot darila in obvestil dvor Song, da je podredil skupnost Hani.

## Verske dejavnosti
Lý Thái Tổ, ki je začel življenje kot budistični menih, je prakticiral budizem in ga promoviral kot nacionalno vero. Posledično je veliko podpiral budistično duhovščino in institucije. Doniral je denar za gradnjo pagod po Đại Việtu. Sprva je zgradil 8 budističnih templjev na območju Tiên Du, srčni deželi vietnamskega budizma in tri druge okoli same glavne regije.
V skladu s svojo geo-upravno vizijo in kraljevanjem, da bi pomiril in ukrotil svet duhov, je dvor Lý v 11. stoletju »vrnil« v Thăng Long nebo lokalnih duhov, ki so dolgo prevladovali v bolj oddaljenih regijah kraljestva. Duhovi sester Trưng iz zahodne delte, zemeljski duh Phù Đổng severno od prestolnice in bog Gore bronastega bobna iz Thanh Hoá v Áiju na jugu so bili vsi preseljeni v prestolnico in tam nastanjeni v templjih, posebej posvečenih njim. Če so bili ti duhovi »simboli regionalnih sil«, je njihova pacifikacija vključevala razširitev monarhične oblasti na regije Đại Việt.
Leta 1024 je bil za Lý Thái Tổ zgrajen tempelj za branje in recitiranje budističnih svetih spisov, katerih kopijo je zahteval in prejel od dvora Song nekaj let prej. Potem ko je vzpostavil ustrezne odnose z zemeljskimi silami, je pokazal zanimanje za vzpostavitev ustreznih odnosov z nadnaravnimi silami, pokroviteljstvom budistične religije in lokalnih kultov, s čimer je gojil kulturno osnovo za svojo oblast.  Nato se je začel umikati iz javnih zadev. Leta 1025 je umrl Vạn Hạnh. Bil je Lý Thái Tổ učitelj, mentor in do neke mere očetovska figura. Pred tem je bil svetovalec Lê Hoàna in je bil osrednja oseba pri izvajanju prehoda iz družine Lê v Hoa Lư v družino Lý v Thăng Longu. Zdi se, da je bila kraljeva osebnost Lý Thái Tổ do neke mere animirana kot razširitev Vạn Hạnhovih pričakovanj od njega, kajti od tega časa je o Lý Thái Tổ zabeleženih le malo poročil do njegove smrti spomladi 1028.

## Smrt
Lý Công Uẩn je po kraljevih uradnih poročilih umrl leta 1028 v starosti 55 let. Pokopan je bil v Thọ Lăngu, mavzoleju dolgoživosti, zunaj palače Thiên Đức. Posmrtno je bil imenovan kot "Lý Thái Tổ"; njegov posmrtni cesarski naziv je bil Thần Võ Hoàng Đế. Danes je duh prednika Lý Thái Tổ med tistimi, ki jih ljudje častijo v obredih v nacionalnih svetiščih.